# Holck
Holck är en uradlig dansk adelsätt från Sønderjylland, känd sedan 1300-talet.
Ätten fortlever i en grevlig linje Holck-Winterfeldt, en grevlig linje Holck och en friherrlig linje Holck till Holckenhavn. Den senare härstammar från Eiler Holck.
En medlem av ätten, Sten Holck (död 1704), dråpligt skildrad av Johan Kristoffer Georg Barfod i Märkvärdigheter rörande skånska adeln, introducerades på svenska riddarhuset 1664, hans gren dog troligen ut 1717: 
| ”                                         | Vid riksdagen 1678 inställde sig Sten Holck. Då lantmarskalken var osäker på hur han skulle hantera ärendet hänvisade han det till kungen. Denna konstaterade att Holck som besutten i Halland hade en principiell rätt att deltaga, men då han begått ett dråp, och denna sak inte var avgjord rättsligt, kunde kungen inte tillåta att han kom inför majestätets ögon. Därför ”blef dett Holcken i stillheet kungiortt, att han sig absentera måste” | „ |
| – FRÅN LANTLIG RIKSADEL TILL RIK LANTADEL | |   |

## Personer med efternamnet Holck eller med varianter av detta namn
- Anne Holck (1602–1660), dansk adelsdam
- Carl Georg von Holck (1834–1868), dansk rättslärd
- Christel Holch (1886–1969), dansk skådespelare
- Conrad Holck (1745-1800), dansk hovman.
- Eiler Holck (1627–1696), dansk militär
- Henrik Holck (1599-1633), dansk general och kejserlig fältmarskalk
- Ole Holck (1774–1842), norsk militär och politiker